# St. Lawrence (Ilketshall)
St. Lawrence, Ilketshall is een civil parish in het bestuurlijke gebied East Suffolk, in het Engelse graafschap Suffolk. In 2001 telde het civil parish 176 inwoners.